# Édgar Sosa (basket-ball)
Pour les articles homonymes, voir Édgar Sosa.
Édgar Sosa, né le 15 janvier 1988 à New York aux États-Unis, est un joueur américano-dominicain de basket-ball. Il évolue aux postes de meneur et d'arrière.

## Biographie
Au mois de juillet 2020, il s'engage avec Boulazac pour la saison 2020-2021 de Jeep Élite.

## Palmarès
- 3e du championnat des Amériques 2011